# Dreamatorium
Dreamatorium är Bucketheads första album under anagram-namnet Death Cube K. Albumet utgavs den 13 maj 1994 av Strata.

## Låtlista
1. "Land of the Lost"    10:00
2. "Maps of the Impossible World"    7:13
3. "Terror by Night"    7:08
4. "Maggot Dream"    5:07
5. "Dark Hood"    12:39

## Lista på medverkande
- Buckethead - gitarr
- Bill Laswell - bas
- Robert Musso - justering (tillsammans med: Layng Martine)
- John Matarazzo - Förverkligande
- Robert Soares - A&R samordning
- Norman Saul - Systemdesign